# Илек (Оренбургская область)
Иле́к — село в Оренбургской области России. Административный центр Илекского района и Илекского сельсовета.

## География

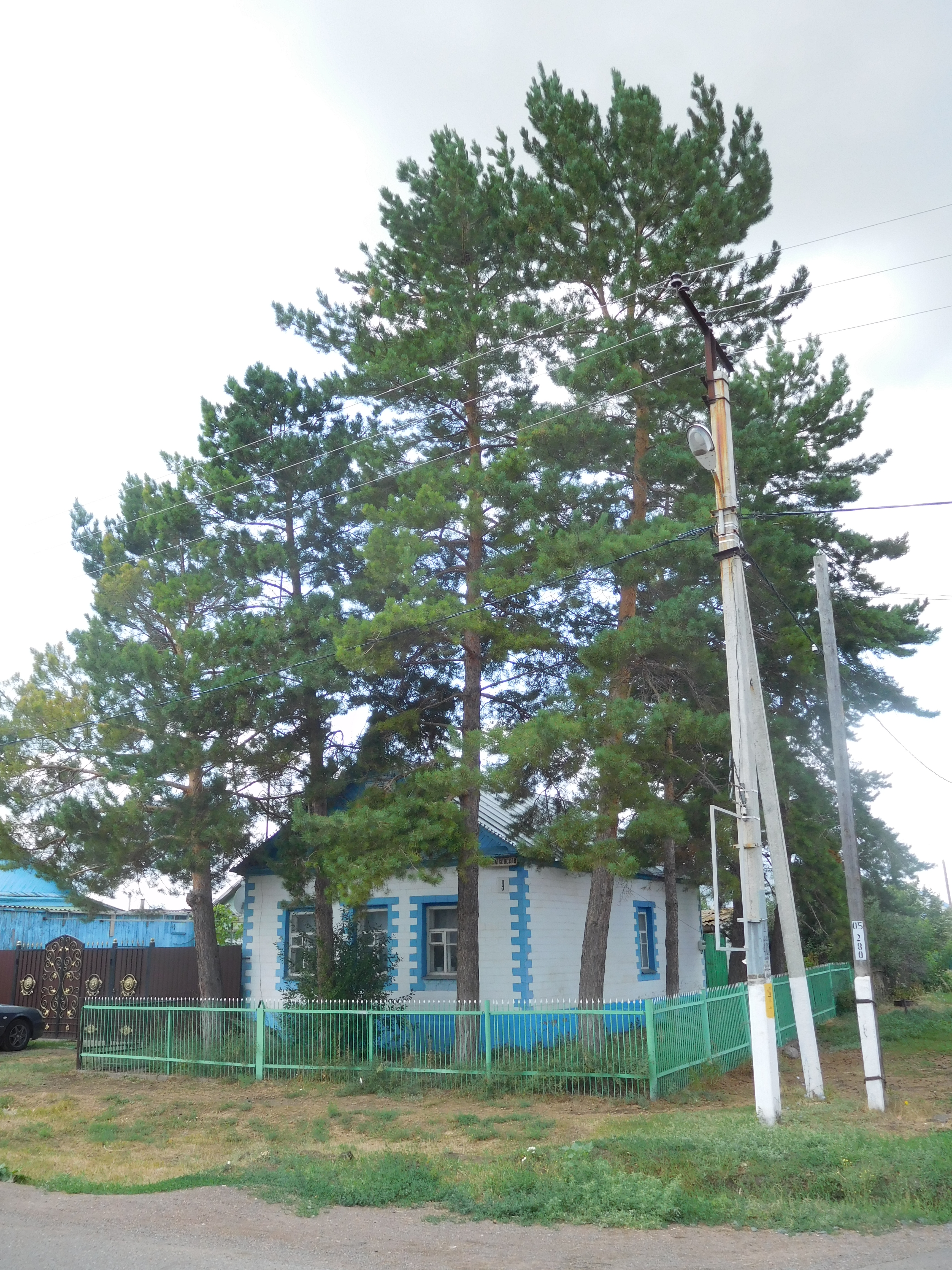
Сосны в степи

Расположено в 125 км к западу от Оренбурга, в степной зоне при впадении реки Илек в реку Урал.
Климат резко континентальный с жарким летом и холодной зимой. Долина реки Урал в окрестностях Илека образована широколиственными лесами с живописными озёрами и старицами, привлекающими любителей туризма и рыбной ловли. Близ Урала сохраняются обширные пойменные луга и удобные угодья для хлебопашества.
Жемчужиной села являются песчаные пляжи на низком левом берегу излучины реки Урал, ширина которой в районе Илека составляет 50-70 метров, глубина — до 3 метров, с наличием бурной стремнины вдоль высокого и лесистого правого берега.
Ближайшая железнодорожная станция расположена в 70 км севернее в пгт. Новосергиевка.
Приблизительно в 3 км от села расположен российский пункт пропуска через границу в Республику Казахстан. Само село в пограничную зону не входит, в советское время граница с Казахстаном, ныне государственная, была на несколько километром отодвинута вглубь правого берега реки Урал.
Площадь территории села составляет около 35 км².

## Этимология

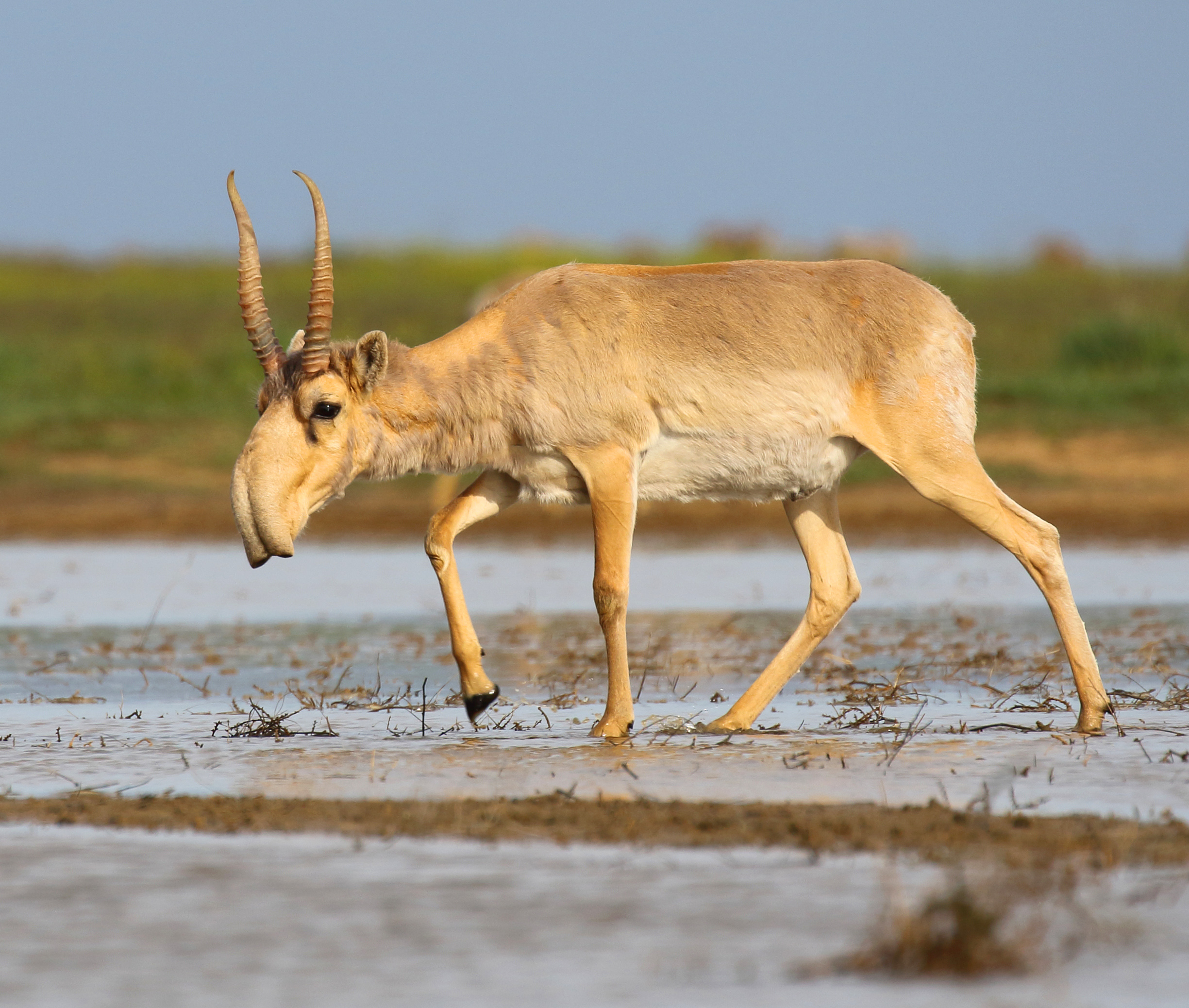
Сайгаки, водившиеся между Яиком и Илеком

Название села происходит от названия реки Илек, протекающей вблизи села. Гидроним Илек имеет несколько версий тюркского происхождения. Наиболее доказательная — сопоставление с башкирским и татарским словом илек, казахским, киргизским и чагатайским елик — «дикая коза, косуля». Топоним илек распространен в названиях водных объектов, сёл и объектов рельефа в Республиках Башкортостан и Татарстан, например,Илек и Илекей («Косуля»), Илектау, Илектетау, Илекты («Гора косуль»). Такое же название носит левый приток реки Юрюзань, а также река в Татарстане Татарский Илек. Башкиры и татары словом илек или ылак называют диких коз, косуль, обитающих в лесных и горных местностях. В степных же просторах, особенно к югу от Урала и Илека, водилось множество сайгаков, которых башкиры, кочевавшие в этих местах в течение длительного времени, тоже называли словом «илек» («коза, степная коза»). Термин сайгак (сайга) был введён в научный оборот сравнительно недавно.

## История

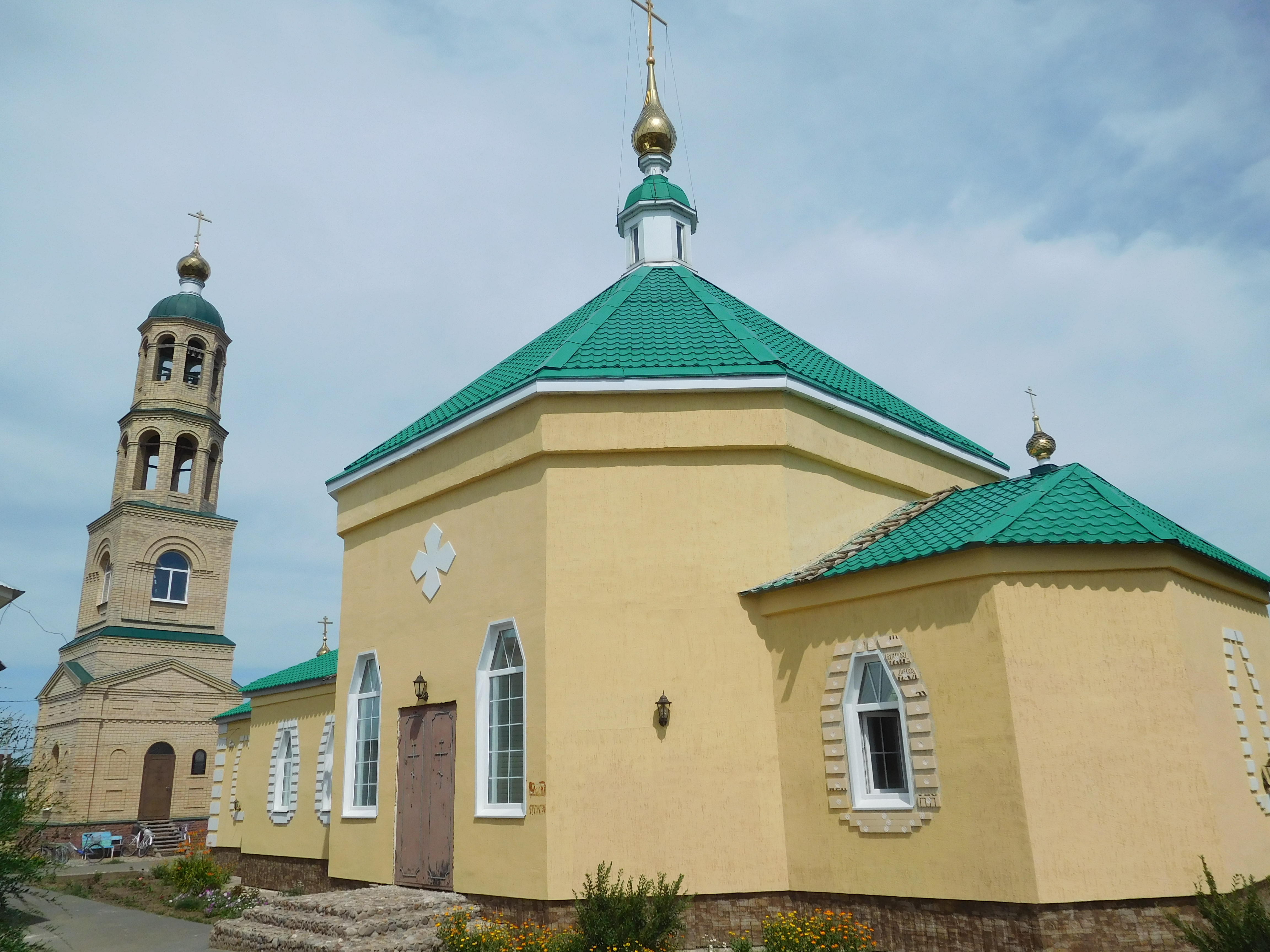
Никольский храм и колокольня в Илеке. Июль 2019 года

Илецкие казаки, ответвление яицких казаков, впервые упоминаются в истории России в I-ой четверти XVII в., когда яицкие казаки получили от царя Михаила Феодоровича грамоту на земли по нижнему течению Урала, его притокам с правой и левой стороны, начиная от впадения Илека, и в нижней луговой долине реки Илек, и расселились там посёлками и станицами. Илецкие казаки построили у впадения Илека в Урал Илецкий городок как главный центр административного управления.
Илекская крепость была основана в 1737 году. Население составили казаки. В сентябре 1773 года илецкие казаки выставили в армию Емельяна Пугачёва полк под командованием Ивана Творогова. Позже крепость стала именоваться Илецкой слободой, станицей, городком. В административно-военном отношении станица входила в состав 1-го военного отдела Уральского казачьего войска и была центром илецкого казачества.
В 1920—1927 годах Илек был центром Илекского уезда. 30 мая 1927 года город Илек был преобразован в сельское поселение.

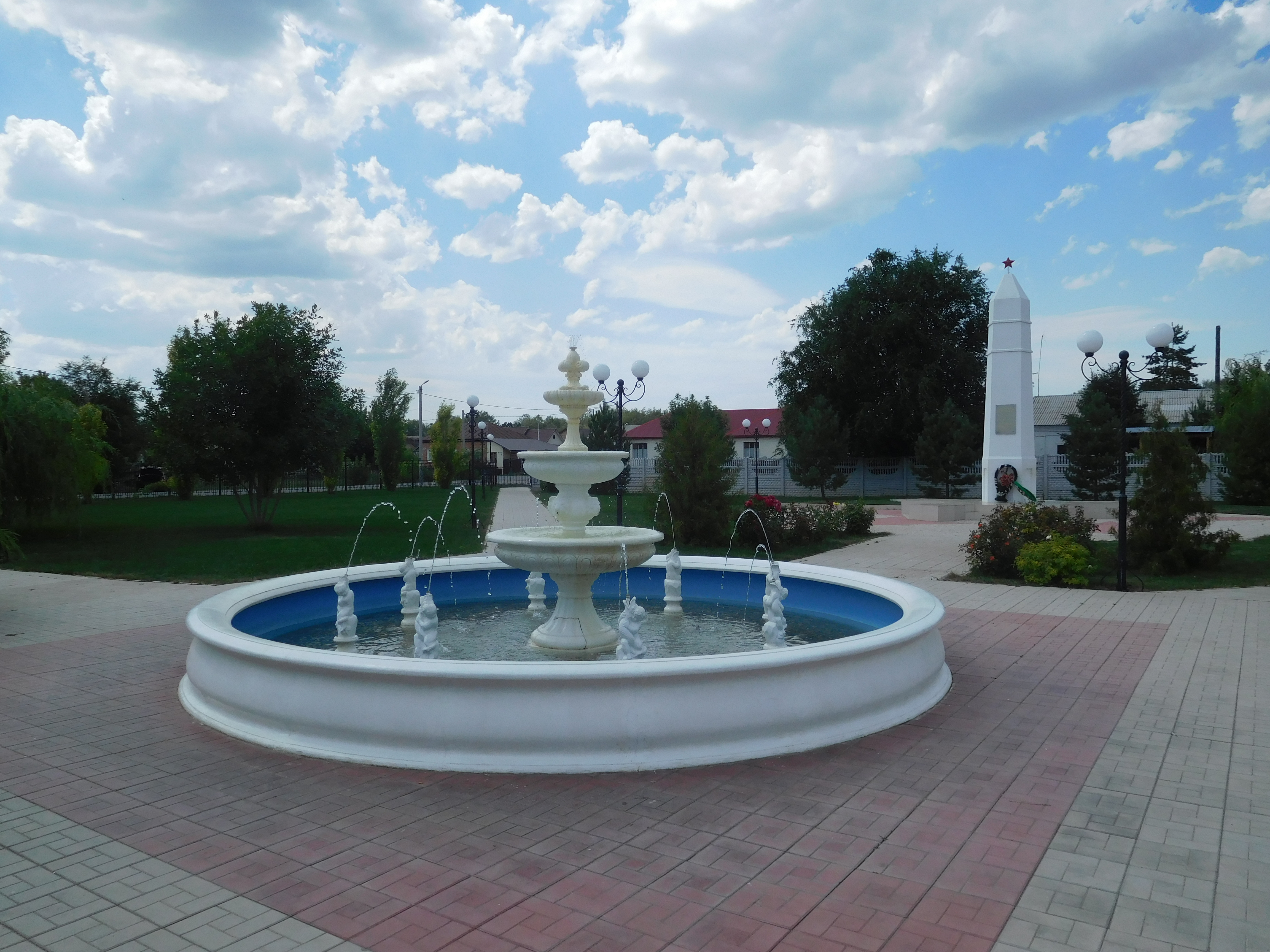
Летний парк с фонтаном

## Население
| 1959 | 1970  | 1979  | 1989  | 2002  | 2010  | 2021    |
| ---- | ----- | ----- | ----- | ----- | ----- | ------- |
| 7908 | ↗8466 | ↗8993 | ↗9679 | ↗9953 | ↘9760 | ↗10 191 |

По данным переписи 2002 года 83,7 % населения села составляли русские.

## Известные жители
Наиболее известным жителем села являлся 92-летний Герой Социалистического Труда Пётр Тимофеевич Казанкин (1926—2019), участник разгрома милитаристской Японии и освобождения Порт-Артура в 1945 году, возглавлявший Илекский район с 1965 по 1990 год; при руководстве П.Т. Казанкина в 1974 году районом были достигнуты рекордные в Оренбургской области урожаи зерна.
Родом из Илека и Илекского района также несколько Героев Советского Союза, отличившихся в ходе Великой Отечественной войны и в последующих вооружённых конфликтах. На центральной улице села — Чапаевской — в честь героев войны и труда, а также в честь земляков — воинов-интернационалистов устроена памятная аллея.

## Инфраструктура и транспорт
По состоянию на 2019 год, в селе имеются летний парк с эстрадой, две школы и дом детского творчества, районная больница и поликлиника, новый дом культуры (рояль для которого подарен пианистом Денисом Мацуевым), двухэтажная районная библиотека, современные супермаркеты, кинотеатр «Урал». Регулярная наземная транспортная связь с Оренбургом, микроавтобусы находятся в пути 1,5 часа.

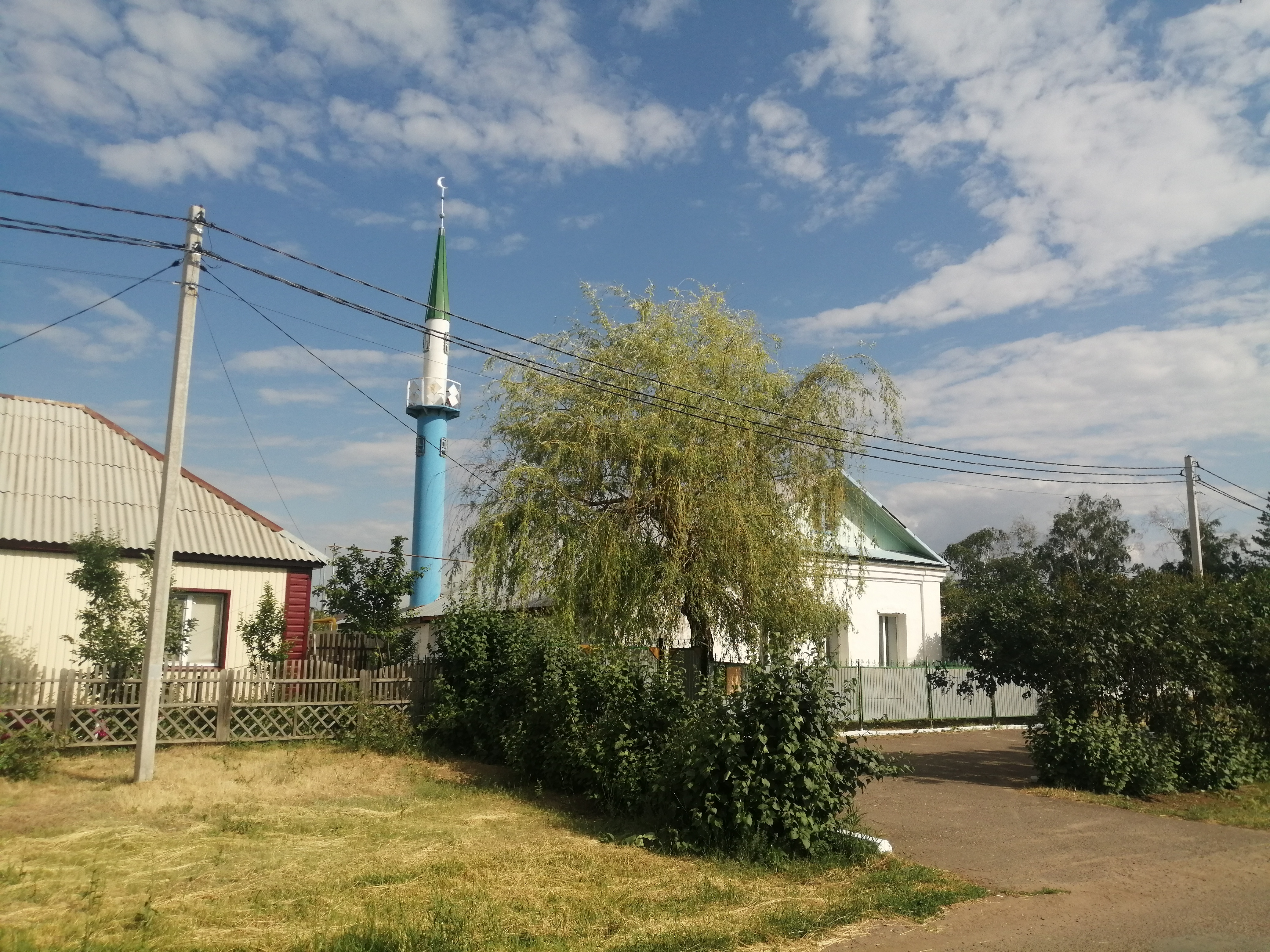
Мечеть в Илеке

## Культовые сооружения
По состоянию на 2019 год, в центре Илека находится Никольский православный храмовый комплекс, включающий две церкви и колокольню, сооружённые при усердии благотворителей и бессменного настоятеля, протоиерея Анатолия Бабака.
Сельская мечеть Илека дореволюционной постройки была снесена во время Советской власти. В 2010 году по соседству с православным храмом была сооружена мечеть.